# Michał Chorosiński
Michał Adrian Chorosiński (ur. 5 września 1975 w Warszawie) – polski aktor.
Odtwórca roli Wiktora Rajczaka z serialu paradokumentalno-fabularnego TV Puls Lombard. Życie pod zastaw (2017–). Występował w roli Czarka Zdrojewskiego, chłopaka Magdy w serialu Polsat Adam i Ewa (2000–2001) i jako Leszek Skalski w serialu TVP2 M jak miłość (2004–2009), a także gościnnie w znanych serialach, takich jak: Klan, Przyjaciółki, Na Wspólnej i Na dobre i na złe.
Współpracował z wieloma wybitnymi reżyserami teatralnymi, Mikołajem Grabowskim, Łukaszem Kosem, Pawłem Miśkiewiczem, Wojciechem Kościelniakiem i Janem Szurmiejem. Odznaczony Brązowym Medalem „Zasłużony Kulturze Gloria Artis”.

## Życiorys

### Wczesne lata
Urodził się w Warszawie jako syn Hanny i prof. Andrzeja Tomasza Chorosińskiego, organisty, pedagoga i kompozytora. Ukończył Liceum Muzyczne im. Karola Szymanowskiego w Warszawie. Studiował na Wydziale Aktorskim w Państwowej Wyższej Szkoły Teatralnej im. Ludwika Solskiego w Krakowie, którą ukończył w 1999.

### Kariera
W 1996 zadebiutował w roli strażnika w komedii Williama Shakespeare’a Wieczór Trzech Króli w reż. Macieja Prusa u boku Marcina Kuźmińskiego na scenie Teatru im. Juliusza Słowackiego w Krakowie. W latach 1999–2000 był związany z Teatrem im. Wojciecha Bogusławskiego w Kaliszu. W 2000 wystąpił gościnnie w Teatrze Współczesnym im. Edmunda Wiercińskiego we Wrocławiu jako chłopak w zielonych okularach, w płaszczu w przedstawieniu Piosenki pana Berangera Pierre’a-Jeana de Bérangera w reż. Marty Stebnickiej. W 2001 otrzymał nagrodę Grand Prix w II ogólnopolskim konkursie recytatorskim „Verba Sacrum” w Poznaniu.
W 2001 zagrał Zygmunta w Królowej przedmieścia Konstantego Krumłowskiego w reż. Mieczysława Grąbki w Teatrze Ludowym w Krakowie-Nowej Hucie oraz wziął udział w produkcji Cudowny naszyjnik Włodzimierza Jasińskego i Pawła Lipnickiego w reż. Grzegorza Suskiego w Teatrze Stu w Krakowie. W 2002 w Teatrze Polskim we Wrocławiu zagrał gościnnie Widmo w Weselu Stanisława Wyspiańskiego w reż. Mikołaja Grabowskiego i wystąpił jako robotnik w Operze za trzy grosze Bertolta Brechta w reż. Wojciecha Kościelniaka w Teatrze Muzycznym „Capitol” we Wrocławiu. W 2003 zagrał gościnnie Młodego w spektaklu poświęconym Agnieszce Osieckiej Wielka woda w reż. Jana Szurmieja w Teatrze im. Norwida w Jeleniej Górze.
Od 2004 związał się z Teatrem Polskim we Wrocławiu, gdzie zagrał m.in. w dwóch produkcjach autorstwa Pawła Demirskiego w reż. Moniki Strzępki – wędkarza w Śmierci podatnika (2007) i drag queen w Tęczowej Trybunie 2012 (2011) oraz Bestużewa w Dziadach część III Adama Mickiewicza (2015) w reż. Michała Zadary.
Wziął udział w reklamach: Škoda Yeti (2011) i kampanii „1% dla życia” Fundacji Pro (2012).
W 2022 Zarząd Województwa Łódzkiego powołał Chorosińskiego na stanowisko zastępcy dyrektora ds. artystycznych w Teatrze im. Stefana Jaracza w Łodzi. Niedługo później wygrał konkurs na dyrektora tej placówki. We wrześniu 2024 złożył rezygnację z tego stanowiska. Jednak dyrektorem teatru pozostanie do końca listopada tego samego roku, kiedy to zostaną ogłoszone wyniki konkursu na jego następcę. W 2025 zarząd województwa lubelskiego powołał Michała Chorosińskiego na stanowisko dyrektora Centrum Spotkania Kultur w Lublinie.

## Życie prywatne
Ożenił się z aktorką Dominiką Figurską. Mają wspólnie pięcioro dzieci, wychowują także dziecko pochodzące z pozamałżeńskiego romansu Figurskiej.
Podkreśla swoją wiarę w religię rzymskokatolicką; z żoną został ambasadorem zorganizowanych w Krakowie Światowych Dni Młodzieży 2016, a także akcji „Wierność jest sexi”.
Był członkiem warszawskiego społecznego komitetu poparcia Jarosława Kaczyńskiego w wyborach prezydenckich w Polsce w 2010.

## Filmografia
- 1997: Wiosna ludów w cichym zakątku – student w akademiku
- 1999: Ogniem i mieczem – kniaź Symeon Kurcewicz
- 2000: Sukces – kelner
- 2000–2001: Adam i Ewa – Czarek Zdrojewski, chłopak Magdy
- 2001: Boże skrawki – oficer niemiecki przy klubie
- 2002: Samo życie – student (odc. 96)
- 2003: Stara baśń. Kiedy słońce było bogiem – bratanek
- 2003: Klan – piłkarz Marek Szymański (odc. 731)
- 2003: Na Wspólnej – Witold Wiwerzbicki, trener judo (odc. 158, 160)
- 2004: The aryan couple – wartownik
- 2004–2009: M jak miłość – Leszek Skalski
- 2004–2006: Pierwsza miłość – Hubert Bartkowiak
- 2005: Auschwitz. Naziści i „ostateczne rozwiązanie” – adiutant Eichmana (odc. 5)
- 2005: Biuro kryminalne – Robert Słowik (odc. 9)
- 2006: Na dobre i na złe – lekarz (odc. 245)
- 2008: Incydent – sprawca wypadku
- 2009: Słowik – włóczykij Marek
- 2010: Licencja na wychowanie – gbur (odc. 25)
- 2010–2011: Czas honoru – kapitan Jastrząb (odc. 28-29, 41-42)
- 2011: Prosto w serce – fałszywy Cezary (odc. 110)
- 2011: Układ warszawski – Michał, właściciel agencji statystów (odc. 8)
- 2011: Śluby rycerskie, czyli epilog Grunwaldu – Paweł Włodkowic
- 2012: Przyjaciółki – lekarz w izbie przyjęć (odc. 12)
- 2012: Ojciec Mateusz – Pawluk (odc. 97)
- 2013: Prawo Agaty – policjant Polański
- 2013: Na krawędzi (serial telewizyjny) – Policjant z drogówki (odc. 11)
- 2013: Dybowski 1863 – Benedykt Dybowski
- 2014: Przyjaciółki – lekarz (odc. 34)
- 2014: Komisarz Alex – Marcin Grabski (odc. 72)
- 2014: Czas honoru – kapitan Jastrząb (odc. 3-4, 7)
- 2015: Nie rób scen – lekarz (odc. 2)
- 2015: Klan – biznesmen Jakub Zadrożny (odc. 2759)
- 2015: Singielka – diler Pablo (odc. 73-74)
- 2016: Smoleńsk – kierowca generała lotnictwa
- 2016: Bodo – oficer z Wojskowej Agencji Filmowej
- 2016: Artyści – szef Żylety (odc. 8)
- 2017–2018: Wojenne dziewczyny – sierżant Rawicz (odc. 4, 6, 11, 25)
- od 2017: Lombard. Życie pod zastaw – Mariusz Ryniewicz, kierownik lombardu (od 2. serii zdegradowany na zwykłego pracownika)
- 2017: W rytmie serca – Zbigniew Różecki (odc. 8)
- 2017: Gurgacz – oficer UB
- 2017: Dwie korony – więzień Auschwitz
- 2018: Ślad – Aleksander "Alex" Martynowicz, prezes Rady Nadzorczej (odc. 4)
- 2019: Proceder – notariusz
- 2020: Galareta społeczna – mieszkaniec
- 2020: Uzdrowisko – doktor Remigiusz
- 2023-2024: Korona królów Jagiellonowie – książę Witold Kiejstutowicz
- 2023: Dewajtis – ekonom

### Polski dubbing
- 2007: Arka Noego jako Cham
- 2009: Terra 3D (Terra) jako Stewart
- 2022 Korona Królów